# Joel Kiviranta
Joel Kiviranta (ur. 23 maja 1996 w Vantaa) – fiński hokeista, reprezentant Finlandii.
Jego brat Aleksi (ur. 1993) także został hokeistą.

## Kariera
- Jokerit U16 (2010-2012)
- Jokerit U18 (2011-2014)
- Jokerit U20 (2011-2014)
- Sport U20 (2014-2015)
- Sport (2014-2019)
- Texas Stars (2019-2020)
- Dallas Stars (2020-2023)
- Colorado Eagles (2023)
- Colorado Avalanche (2023-)

Wychowanek klubu Shakers. Karierę rozwijał w stołecznym klubie Jokerit. W tym okresie w KHL Junior Draft edycji KHL Junior Draft 2013 został wybrany przez Awangard Omsk. Od kwietnia 2014 był zawodnikiem Vaasan Sport, z którym przedłużał kontrakt w lutym 2015 o trzy lata, a w styczniu 2018 o dwa kolejne. W barwach drużyny seniorskiej tego klubu rozegrał pięć edycji rozgrywek Liiga do 2019. W maju 2019 podpisał kontrakt z klubem Dallas Stars z NHL. W pierwszym sezonie 2019/2020 grał głównie w zespole farmerskim, Texas Stars, w AHL. W NHL podjął występy od stycznia 2020. W lipcu 2021 przedłużył umowę z Dallas o dwa lata. W październiku 2023 przeszedł do Colorado Eagles w AHL, a miesiąc później do Colorado Avalanche w NHL.
W kadrach młodzieżowych i juniorskich uczestniczył w turniejach zimowych igrzysk olimpijskich młodzieży edycji 2012, olimpijskiego festiwalu młodzieży Europy edycji 2013, mistrzostw świata juniorów do lat 17 edycji 2013, mistrzostw świata juniorów do lat 18 edycji 2013, 2014. W kadrze seniorskiej uczestniczył w turniejach mistrzostw świata edycji 2019.

## Sukcesy
Reprezentacyjne
- Złoty medal zimowych igrzysk olimpijskich młodzieży: 2012
- Złoty medal olimpijskiego festiwalu młodzieży Europy: 2013
- Brązowy medal mistrzostw świata juniorów do lat 18: 2013
- Złoty medal mistrzostw świata: 2019

Klubowe
- Złoty medal U18 SM-sarja: 2012, 2013, 2014 z Jokeritem U18

Indywidualne
- U20 SM-liiga (2013/2014): najlepszy pierwszoroczniak miesiąca - listopad 2013